# Plešovice
Plešovice je vesnice, část obce Zlatá Koruna v okrese Český Krumlov. Nachází se asi 1,5 km na severozápad od Zlaté Koruny. Prochází tudy železniční trať České Budějovice – Černý Kříž. Je zde evidováno 58 adres.
Plešovice je také název katastrálního území o rozloze 3,9 km².
V katastrálním území, na východním svahu kopce Jiříčkův vrch (757 metrů), se nachází granulitový lom s výrobní kapacitou 800 tisíc tun ročně.

## Historie

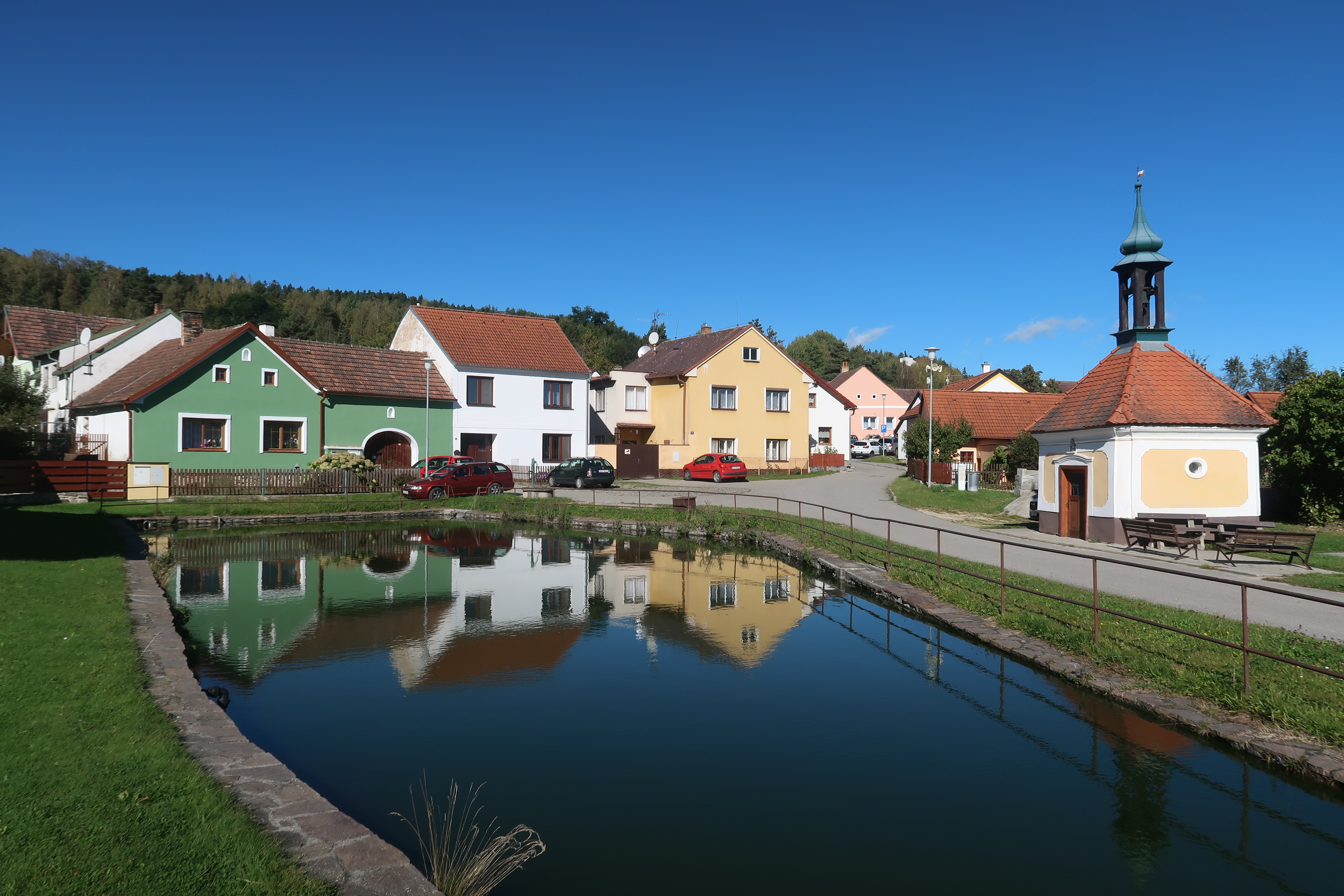
Náves v Plešovicích s kaplí Korunování Panny Marie

První písemná zmínka o vesnici pochází z roku 1440.

## Pamětihodnosti
- Kaple Korunování Panny Marie
- Usedlosti čp. 4, 9 a 27

## Osobnosti
- František Xaver Vilhum (1906–1964), teolog, pedagog, etnolog, filolog a historik geografie